# Gekkan Asuka
Gekkan Asuka (月刊あすか?  Asuka mensual) es una revista de manga shōjo de la editorial Kadokawa Shoten. Se publica los días 24 de cada mes. La revista se presenta como una alternativa al shōjo común, ya que abundan historias de ciencia ficción, sobrenaturales, e incluso varias con shōnen-ai. Los cómics publicados en la revista Asuka son recopilados en tankoubons bajo el nombre de Asuka Comics.

## Ediciones especiales
Asuka Fantasy DX
Asuka Fantasy DX (月刊ASUKAファンタジーDX Gekkan Asuka Fantashī Derakkusu?) es una antigua edición especial de la revista Asuka, que publicaba historias de aventura y ciencia ficción; sus manga se publicaban en el sello de Asuka Comics DX. Asuka Fantasy DX inició como una revista bimensual en 1994, a partir de junio de ese año pasó a una publicación mensual, cada día 18. A partir de enero de 1996 el nombre cambió a Fan Dera (ふぁんデラ?). La revista fue cancelada el 18 de octubre de 2000, con 80 números.
Mystery DX
Mystery DX (ミステリーDX Misuterī Derakkusu?) es una antigua edición especial de la revista Asuka, que publicaba historias de romance y suspenso; sus manga se publicaban en el sello de Asuka Comics DX. Asuka Fantasy DX inició como una revista mensual en diciembre de 1992, fue cancelada el 6 de noviembre de 2003.

## Mangas publicados
| - Hyper Rune - Mouryou Kiden - Secret Chaser - Cross - X - Yumegari - Neon Genesis Evangelion: Angelic Days (spinoff of Neon Genesis Evangelion) - Crescent Moon - Hands Off! - Idol Densetsu Eriko - Trinity Blood (story by Sunao Yoshida) - Duck Prince - Yamada Taro Monogatari - Celluloid Carnival - Gekkou no Heroine - Lemming no Yukue - Maria ni Korosareru - D.N.Angel - Lagoon Engine - Sakende Yaruze - Queen Angel - uragiri wa boku no namae wo shitteru | - Angelique - Cowboy Bebop - Shooting Star Bebop - Mahō Tsukai Tai! - Clamp Gakuen Tanteidan - Lawful Drug - Suki. Dakara Suki - Wish |